# 신흥리역
신흥리역(Sinheung-ri/Sinheungni station, 新興里驛)은 전라남도 장성군 북일면 오산리에 위치한 호남선의 역이었다. 현재는 승강장과 부속건물 일부만이 남아있으며, 구 역사 자리에는 급수탑이 남아 있다.

## 역사
- 1919년 12월 20일 : 전라남도 장성군 북일면 신흥리 169-1번지에서 보통역으로 영업 개시[1]
- 1950년 6월 30일 : 한국 전쟁으로 역사 소실
- 1958년 8월 13일 : 역사 준공
- 1977년 5월 1일 : 화물 취급 중지[2]
- 1985년 8월 13일 : 역사 완공
- 1987년 9월 1일 : 호남선 복선화로 역사 이전
- 1995년 4월 1일 : 무배치간이역으로 격하[3]
- 2004년 7월 16일 : 여객 취급 중지[4]
- 2006년 6월 23일 : 폐역[5]
- 2006년 12월 : 역사 철거 (승강장 미철거)